# Нальчикский электровакуумный завод
Нальчикский электровакуумный завод (НЭВЗ) — предприятие советской и российской электронной промышленности. До 1993 года — Ордена Трудового Красного Знамени Нальчикский электровакуумный завод. Производитель различных электровакуумных приборов специального (преимущественно) и гражданского назначения.
Основан в 1959 году. В советское время, как предприятие оборонной промышленности, НЭВЗ кроме открытого названия носил порядковый номер, затем — п/я Х-5995. Нальчикский электровакуумный завод с СКТБ (предприятие п/я Х-5995) входил в состав Научно-производственного объединение «Электрон» (НПО «Электрон», предприятие п/я М-5273).

## История
Нальчикский электровакуумный завод Министерства электронной промышленности СССР образован в 1959 году на основании постановления Совета Министров СССР от 03.12.58 г. № 1308/626.
Постановлением Главы администрации гор. Нальчика № 1503 от 25.10.1993 г. преобразован в Открытое акционерное общество «Нальчикский электровакуумный завод».
Определением арбитражного суда Кабардино-Балкарской Республики от 01.07.2013 в отношении ОАО «Нальчикский электровакуумный завод» введена процедура внешнего управления до 01.01.2015.
Оценка рыночной стоимости имущества на 04.12.2014 без учета НДС составляет 316 126 539
(триста шестнадцать миллионов сто двадцать шесть тысяч пятьсот тридцать девять) рублей.

## Логотипы завода
- 1967—1974
- 1982—1988

## Деятельность
В 1964—1983 гг. ЦНИИ Электрон и НЭВЗом была проведена большая работа по подготовке производства на заводе суперортиконов. Практически на голом месте была создана передовая производственная база с современным технологическим оборудованием и испытательной аппаратурой, на основе которой изготавливались сложнейшие электровакуумные приборы ЛИ214, ЛИ217, ЛИ801, ЛИ803, ЛИ804.

## Основная продукция НЭВЗ
- Видиконы
- Осциллографические индикаторные трубки
- Потенциалоскопы
- Суперортиконы

## Некоторые типы выпускавшихся приборов
В серийном производстве находилось до 150 типов изделий различных классов.
- Ли-17
- ЛИ214
- ЛИ217
- ЛИ801
- ЛИ803
- ЛИ804

## Выдающиеся работники завода
- Гарниц Марк Михайлович, главный технолог, Заслуженный работник электронной промышленности
- Гейм Андрей Константинович, слесарь-электротехник (1975—1976), лауреат Нобелевской премии по физике (2010)
- Захаров, Анатолий Павлович, конструктор, лауреат Государственной премии СССР (1983)
- Новодворский, Юрий Борисович, главный инженер, начальник СКТБ, лауреат Сталинской премии (1950)
- Радченко, Павел Иванович, директор(1971—1977), лауреат Государственной премии СССР (1983)
- Суворов Феликс Владимирович, главный конструктор, начальник НПК-35, Заслуженный работник электронной промышленности
- Ширяев, Владимир Тихонович, начальник отдела разработок научно производственного комплекса (НПК), лауреат Государственной премии СССР (1983)

## Работники завода, внесшие существенный вклад
- Аккизов Юсуф Алиевич, начальник отдела главного конструктора (ОГК), главный инженер
- Булдаков Анатолий Сидорович, Начальник лаборатории 10
- Гейм Константин Алексеевич (1910—1998), главный инженер (1964—1977)
- Иванов Виктор Корнеевич, главный технолог
- Шинкарев Алекесандр Николаевич, начальник отдела разработок

## Руководители завода
В различные годы заводом руководили:
- Землин Семен Трофимович, первый директор завода (1959—1963)
- Алферов Иван Федорович (1963—1971)
- Радченко Павел Иванович (1971—1977)
- Крупский Василий Ильич (1977—1995)
- Макридов Владимир Алексеевич (1995-)
- Тхазаплижев Жамал Хабижевич
- Симонов Константин Борисович (2001—2003)
- Мытусов Александр (2003-)
- Кильчуков Альберт Изатович
- Тхазаплижев Мурат Тулевич
- Мартынова Светлана Анатольевна (с 2013)